# ريكاردو مويانو
ريكاردو مويانو (بالإسبانية: Ricardo Moyano)‏ هو عازف الغيتار الكلاسيكي وعازف قيثارة وملحن أرجنتيني، ولد في 1961 في لا ريوخا في الأرجنتين.

## وصلات خارجية
- ريكاردو مويانو على موقع ميوزك برينز (الإنجليزية)
- ريكاردو مويانو على موقع ديسكوغز (الإنجليزية)